# Jean-Robert Beaulé
Pour les articles homonymes, voir Beaulé.
Jean-Robert Beaulé (né le 17 juin 1927 et mort le 9 janvier 2005) est un cheminot, courtier d'assurance, électricien et homme politique fédéral du Québec.
Né à Capreol en Ontario, il devient député du Crédit social dans la circonscription fédérale de Québec-Est en 1962. Réélu en 1963, il est défait en 1965 par le libéral Gérard Duquet.